# Filip Stuparević
Filip Stuparević (in serbo Филип Ступаревић?; Belgrado, 30 agosto 2000) è un calciatore serbo, attaccante del Motherwell.

## Caratteristiche tecniche
Attaccante potente fisicamente, ambidestro, abile negli inserimenti offensivi, grazie alla sua duttilità tattica può essere schierato anche da trequartista e da ala. Per le sue caratteristiche è stato paragonato a Robin van Persie.

## Statistiche

### Presenze e reti nei club
Statistiche aggiornate al 13 maggio 2018.
| Stagione        | Squadra         | Campionato      | Campionato | Campionato | Coppe nazionali | Coppe nazionali | Coppe nazionali | Coppe continentali | Coppe continentali | Coppe continentali | Altre coppe | Altre coppe | Altre coppe | Totale | Totale | Totale |
| Stagione        | Squadra         | Comp            | Pres       | Reti       | Comp            | Pres            | Reti            | Comp               | Pres               | Reti               | Comp        | Pres        | Reti        | Pres   | Reti   |        |
| --------------- | --------------- | --------------- | ---------- | ---------- | --------------- | --------------- | --------------- | ------------------ | ------------------ | ------------------ | ----------- | ----------- | ----------- | ------ | ------ | ------ |
| 2016-2017       | Voždovac        | SL              | 9          | 0          | KS              | 0               | 0               | -                  | -                  | -                  | -           | -           | -           | 9      | 0      |        |
| 2017-2018       | Voždovac        | SL              | 28         | 2          | KS              | 0               | 0               | -                  | -                  | -                  | -           | -           | -           | 12     | 1      |        |
| Totale Voždovac | Totale Voždovac | Totale Voždovac | 37         | 2          |                 | 0               | 0               |                    | -                  | -                  |             | -           | -           | 127    | 6      |        |
| Totale carriera | Totale carriera | Totale carriera | 37         | 2          |                 | 0               | 0               |                    | -                  | -                  |             | -           | -           | 37     | 2      |        |